# Évelyne Heuffel
Évelyne Heuffel (née en 1947, à Bruxelles) est une écrivain, traductrice et illustratrice belge.

## Biographie
Evelyne Heuffel a abouti au Brésil toute jeunette, en 1966. Elle a vécu à Curitiba, à Recife, à Rio de Janeiro et dans l'île de Santa Catarina. Elle a fait de longs séjours au Mexique et en Uruguay.
On peut la croiser entre deux valises, entre deux destinations, à vélo dans les campagnes, mais surtout à pied.
Elle a obtenu une licence d’enseignement en Arts Plastiques à l'Université Paris VIII - Vincennes, fait des études de dessin publicitaire à Bruxelles et de paysagisme écologique à Santa Catarina.
Illustratrice, traductrice et romancière, elle publie ses premiers texte dès les années 1970. Dans ses récits, elle « met en scène des personnages dans un jeu de miroirs qui brouille les genres et fait exploser les frontières textuelles conventionnelles » (L. de Abreu).

## Publications
- L´éplucheuse de patates, Contes et Nouvelles Francophones. Ed. Échanges Internationaux. Quorum/Magnard, 1994, nouvelle
- J'ai connu Fernando Mosquito, Série Noire, Gallimard, 1995, roman - sous le pseudonyme de Rique Queijão

- L’absente du Copacabana Palace, Métailié, 1996, roman

- Bye Bye Yourop, Éditions Luce Wilquin, 2001[1], nouvelle - premier prix Fureur de Lire (RTPB/Libre Belgique)

- Villa Belga, M.E.O. éditions, 2013, roman

- Pueblo, Ker éditions, 2014, roman
- Palmes dans l'Azur, Ker éditions, 2016, roman
- Nouvelles publiées par la Revue Virages (Toronto, Canada).
- BD et livres d'enfants en portugais ainsi que de comics publiés dans diverses revues belges et brésiliennes, signés Vlinn.

Traductions
- Gilvan Lemos, Une rencontre, Phébus, 1997

- Aguinaldo Silva, République des Assassins, Gallimard, coll. « Série Noire », 2001
- Nombreuses traductions de textes d'ethnologie amérindienne.